# Hesperis buschiana
Hesperis buschiana är en korsblommig växtart som beskrevs av Nikolai Nikolaievich Tzvelev. Hesperis buschiana ingår i släktet hesperisar, och familjen korsblommiga växter. Inga underarter finns listade i Catalogue of Life.